# چنار (درگز)
چنار، روستایی از توابع بخش نوخندان شهرستان درگز در استان خراسان رضوی ایران است. این روستا در نزدیکی مرز ایران به ترکمنستان قرار داشته و کوه‌هایی که این مرز را تشکیل می‌دهند در جنوب این روستا قرار دارند و در قسمت شمالی این روستا رودی به نام درونگر قرار دارد که از به هم پیوستن دو رودخانه شاهرگ و شمخال تشکیل شده‌است. در این روستا کشت برنج رونق بالایی دارد.

## جمعیت
این روستا در دهستان درونگر قرار دارد (مرکز دهستان درونگر) و براساس سرشماری مرکز آمار ایران در سال ۱۳۸۵، جمعیت آن ۲۹۳ نفر (۹۰خانوار) بوده‌است.